# Oxford (Maryland)
Oxford es un pueblo ubicado en el condado de Talbot en el estado estadounidense de Maryland. En el año 2010 tenía una población de 651 habitantes y una densidad poblacional de 342,63 personas por km².

## Geografía
Oxford se encuentra ubicado en las coordenadas 38°41′12″N 76°10′15″O / 38.68667, -76.17083.

## Demografía
Según la Oficina del Censo en 2000 los ingresos medios por hogar en la localidad eran de $52.054 y los ingresos medios por familia eran $71.071. Los hombres tenían unos ingresos medios de $52.708 frente a los $33.929 para las mujeres. La renta per cápita para la localidad era de $47.917. Alrededor del 3,3% de la población estaba por debajo del umbral de pobreza.